# Sotteville-sous-le-Val

Sotteville-sous-le-Val este o comună în departamentul Seine-Maritime, Franța. În 1 ianuarie 2022 avea o populație de 746 de locuitori.